# Janina Dąbrowa
Janina Dąbrowa (ur. 26 lutego 1931 w Katowicach, zm. 18 lipca 1985 we Wrocławiu) – polska prawniczka, cywilistka, wykładowczyni Uniwersytetu Wrocławskiego.

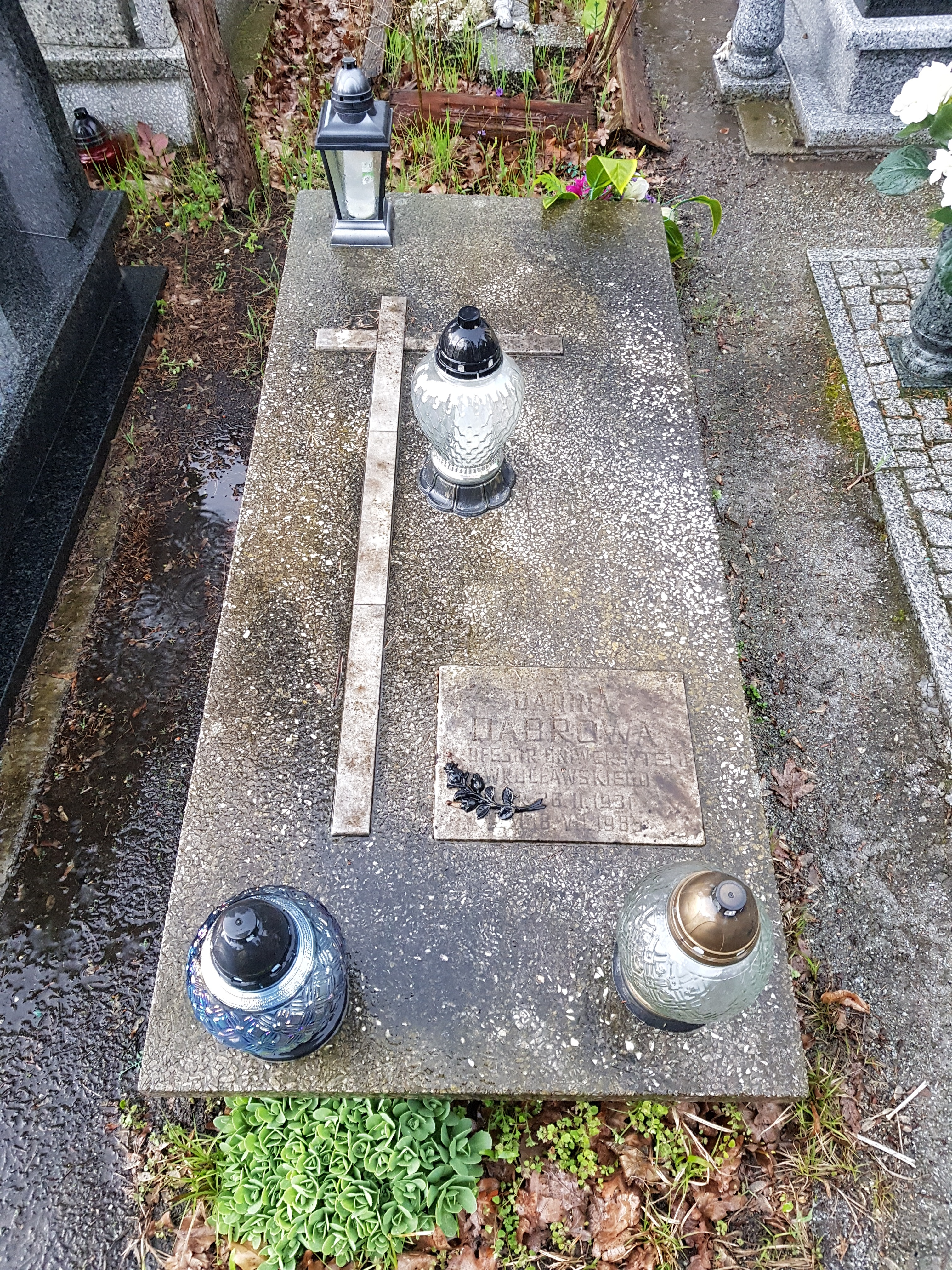
Grób prof. Janiny Dąbrowy na Cmentarzu Grabiszyńskim we Wrocławiu

## Życiorys
Urodziła się 26 lutego 1931 r. w Katowicach. Pochodziła z rodziny nauczycielskiej. Studia prawnicze odbywała w latach 1949–1953 na Wydziałach Prawa Uniwersytetu Warszawskiego, Uniwersytetu Jagiellońskiego i Uniwersytetu Wrocławskiego. W 1960 obroniła pracę doktorską pt. Znaczenie domniemań prawnych w polskim procesie cywilnym napisaną pod kierunkiem Kamila Stefki. Habilitowała się w 1967 r. na podstawie rozprawy pt. Wina jako przesłanka odpowiedzialności cywilnej. W 1977 została mianowana profesorem nadzwyczajnym. Była promotorem trzech prac doktorskich.
Zmarła 18 lipca 1985 r. we Wrocławiu po długiej chorobie i została pochowana na Cmentarzu Grabiszyńskim we Wrocławiu (pole 9, rząd 13). 